# 东湖区
东湖区是中国江西省南昌市的一个市辖区。地處南昌市東北部，東以北京西路與洪都大道的交會點、洪都北大道、青山湖西岸線、青山北路、青山湖閘與富大有堤交會點為界；南以北京西路、八一廣場南端、八一大道、中山路、中山橋、中山西路為界；西、北均以贛江南航道中心線為界，區政府駐三經路699號。区域总面积为57.89 平方公里。

## 行政区划
东湖区下辖9个街道办事处、1个镇：
公园街道、滕王阁街道、八一桥街道、百花洲街道、墩子塘街道、大院街道、豫章街道、董家窑街道、彭家桥街道、扬子洲镇、贤士湖管理处和扬子洲农场。
截至2021年末，東湖區常住總人口412925人，其中城鎮人口389624人，常住人口城鎮化率為94.36%。出生人口2830人，出生率為6.78‰。死亡人口2367人，死亡率5.67‰。自然增長率為1.11‰。